# Lee Emanuel
Lee Emanuel (* 24. Januar 1985 in Hastings) ist ein ehemaliger britischer Leichtathlet, der sich auf den Mittelstreckenlauf spezialisiert hat. Seinen größten Erfolg feierte er mit dem Gewinn der Silbermedaille über 3000 Meter bei den Halleneuropameisterschaften 2015 in Prag.

## Sportliche Laufbahn
Erste Erfahrungen bei internationalen Meisterschaften sammelte Lee Emanuel, der ein Studium an der University of New Mexico in den Vereinigten Staaten absolvierte und 2009 und 2010 NCAA-Hallenmeister über die Meile wurde, bei den Commonwealth Games in Neu-Delhi in 14:31,38 min auf den 19. Platz im 5000-Meter-Lauf gelangte. 2014 schied er bei den Hallenweltmeisterschaften in Sopot mit 3:48,09 min in der Vorrunde über 1500 Meter aus und anschließend kam er auch bei den Commonwealth Games in Glasgow mit 3:46,29 min ebenfalls nicht über den Vorlauf hinaus. Im Jahr darauf gewann er bei den Halleneuropameisterschaften in Prag in 7:44,48 min die Silbermedaille im 3000-Meter-Lauf hinter dem Türken Ali Kaya. 2016 belegte er bei den Hallenweltmeisterschaften in Portland in 8:00,70 min den sechsten Platz über 3000 Meter und im Juli gelangte er bei den Europameisterschaften in Amsterdam mit 3:47,57 min auf den sechsten Platz im 1500-Meter-Lauf. Im Jahr darauf beendete er seine aktive sportliche Karriere im Alter von 32 Jahren.
2014 wurde Emanuel britischer Hallenmeister über 1500 Meter sowie von 2015 bis 2017 im 3000-Meter-Lauf.

## Persönliche Bestzeiten
- 1500 Meter: 3:36,29 min, 16. Mai 2016 in Swarthmore
  - 1500 Meter (Halle): 3:35,56 min, 21. Februar 2015 in Birmingham
- Meile: 3:54,75 min, 27. Juli 2013 in London
  - Meile (Halle): 3:54,30 min, 24. Januar 2014 in New York City
- 3000 Meter: 7:51,30 min, 24. Juli 2015 in London
  - 3000 Meter (Halle): 7:44,48 min, 7. März 2015 in Prag
- 5000 Meter: 13:31,56 min, 15. April 2010 in Walnut